# リシンtRNAPylリガーゼ
リシンtRNAPylリガーゼ(Lysine—tRNA(Pyl) ligase、EC 6.1.1.25)は、以下の化学反応を触媒する酵素である。
ATP + L-リシン + tRNAPyl{\displaystyle \rightleftharpoons }AMP + 二リン酸 + L-リシルtRNAPyl
従って、この酵素は、ATPとL-リシンとtRNAPylの3つの基質、AMPと二リン酸とL-リシルtRNAPylの3つの生成物を持つ。
この酵素はリガーゼに分類され、特にアミノアシルtRNAと関連化合物に炭素-酸素結合を形成する。系統名はL-リシン:tRNAPylリガーゼ(AMP生成)(L-lysine:tRNAPyl ligase (AMP-forming))である。